# 刘海超 (羽毛球运动员)
刘海超（1998年3月22日—），中国男子羽毛球运动员。

## 簡歷
2018年11月，刘海超出戰蘇格蘭羽毛球公開賽，从资格赛打起，最终贏得男子單打比賽冠軍。

## 主要比賽成績
只列出曾進入準決賽的國際賽事成績：
| 年份   | 賽事                     | 公開賽級別 | 項目     | 成績   |
| ------ | ------------------------ | ---------- | -------- | ------ |
| 2016年 | 中國羽毛球國際挑戰賽     | 國際挑戰賽 | 男子單打 | 準決賽 |
| 2016年 | 亞洲青年羽毛球錦標賽     | 其他       | 混合團體 | 冠軍   |
| 2016年 | 亞洲青年羽毛球錦標賽     | 其他       | 男子單打 | 季軍   |
| 2016年 | 世界青年羽毛球錦標賽     | 其他       | 混合團體 | 冠軍   |
| 2018年 | 蘇格蘭羽毛球公開賽       | 超級100賽  | 男子單打 | 冠軍   |
| 2019年 | 奧地利羽毛球公開賽       | 國際挑戰賽 | 男子單打 | 準決賽 |
| 2019年 | 中國陵水羽毛球大師賽     | 超級100賽  | 男子單打 | 亞軍   |
| 2022年 | 克羅地亞羽毛球國際賽     | 未來系列賽 | 男子單打 | 冠軍   |
| 2024年 | 馬來西亞羽毛球國際系列賽 | 國際系列賽 | 男子單打 | 準決賽 |
| 2024年 | 越南寧平羽毛球國際系列賽 | 國際系列賽 | 男子單打 | 亞軍   |

| 2007-2017年 | 首要超級賽 | 超級賽 | 黃金大獎賽 | 大獎賽 | 國際挑戰賽 | 國際系列賽 | 未來系列賽 | 其他 |

| 2018-2026年 | 總決賽 | 超級1000賽 | 超級750賽 | 超級500賽 | 超級300賽 | 超級100賽 | 國際挑戰賽 | 國際系列賽 | 未來系列賽 | 其他 |